# 옥천 경율당
옥천 경율당(沃川 景栗堂)은 충청북도 옥천군 안남면 종미리에 있는, 조선 영조 12년(1736)에 용궁 전씨의 시조인 전섭의 47대손인 전후회가 세운 건축물이다. 1998년 6월 26일 충청북도의 유형문화재 제192호로 지정되었다.

## 개요
경율당은 조선 영조 12년(1736)에 용궁 전씨의 시조인 전섭의 47대손인 전후회가 세웠다. 율곡 선생의 학덕을 흠모하여 자신의 호를 경율이라 하고, 서당 이름도 경율당이라 했다. 후손들의 학문 연수와 인격 수양의 장소로 훌륭한 인재가 많이 배출됐다.
앞면 4칸·옆면 2칸으로, 지붕 옆면이 여덟 팔(八)자 모양인 팔작지붕으로 되어있고 4면 모두 마루가 있어 전형적인 서당의 구조형식을 보여주고 있다. 지붕 마루 끝에 있는 기와에 '옹정30년을유'라는 글이 있어 1730년대의 건물임을 알 수 있다.
현재는 해마다 전씨 문중의 제사를 지내는데 이용되고 있다.

## 참고 자료
- 옥천 경율당 - 국가유산청 국가유산포털